# جائزة نوبل للسلام 2001
مُنحت جائزة نوبل للسلام 2001 لكوفي عنان تقديرًا لجهوده في «العمل من أجل عالم أفضل تنظيمًا وأكثر سلامًا».

## نظرة عامة
في عام 2001 وفي الذكرى المئوية للجائزة؛ قرّرت لجنة نوبل منحَ جائزتها للسلام للأمين العام لمنظمة الأمم المتحدة كوفي عنان. حصلَ هذا الأخير على الجائزة بعدما أعطت الأمم المتحدة أولوية لدعمِ حقوق الإنسان. أكّدت اللجنة أيضًا على تقديرها لما قامت بهِ المنظمة من أجلِ احتواء انتشار فيروس نقص المناعة البشرية الذي انتشرَ في قارة إفريقيا بشكلٍ كبير كما قدّرت موقفها وجهودها في مكافحة الإرهاب الدولي.